# 303 v.Chr.
Het jaar 303 v.Chr. is een jaartal volgens de christelijke jaartelling.

## Gebeurtenissen

### Griekenland
- Begin van de Vierde Diadochen Oorlog, Cassander, Lysimachus, Ptolemaeus I en Seleucus I maken plannen voor een coalitieoorlog tegen Antigonus I.
- Demetrius Poliorcetes organiseert op de Peloponnesos een verbond van de Griekse stadstaten Argos, Elis, Korinthe en Sicyon.

### Perzië
- Seleucus I Nicator hersticht in Mesopotamië de stad Osroe als een Macedonische legerplaats met de naam Edessa.

### Italië
- Cleonymus van Sparta sluit een alliantie met Tarentum tegen de Lucaniërs.

## Overleden
- Polyperchon (~394 v.Chr. - ~303 v.Chr.), Macedonische veldheer en regent van Alexander IV van Macedonië (91)